# Luke Mably
Thomas Luke Mably (* 1. März 1976 in London) ist ein britischer Filmschauspieler.

## Leben und Karriere
Luke Mably legte seinen eigentlichen Vornamen Thomas ab. Er ist das jüngste von drei Geschwistern und Sohn von Colin Mably, einem Englisch-Lehrer und Lynne Benton, einer Bibliothekarin. Er wuchs in Birmingham auf, wo er die Schule besuchte.
1999 stand Mably für die britische Fernsehserie Holby City erstmals vor der Kamera, und wurde ein Jahr später im zweiteiligen Bibelfilm Am Anfang besetzt. Obwohl er in nur drei Szenen den jungen Patriarch Isaak spielte, war für ihn der Film ein bedeutsamer Schritt auf der Karriereleiter. Seitdem hat er in einigen Spielfilmen mitgewirkt, meist jedoch in Nebenrollen. 2004 übernahm er in der Liebeskomödie Der Prinz & ich erstmals eine männliche Hauptrolle und verkörperte den Prinzen an der Seite von Julia Stiles.

## Filmografie (Auswahl)
- 2000: Am Anfang (In the Beginning)
- 2001: Uprising – Der Aufstand (Uprising, Fernsehfilm)
- 2002: 28 Days Later
- 2004: Der Prinz & ich (The Prince and Me)
- 2005: Spirit Trap – Die Geisterfalle (Spirit Trap)
- 2005: Colour Me Kubrick: A True…ish Story
- 2006: Der Prinz und ich: Die königliche Hochzeit (The Prince & Me II: The Royal Wedding)
- 2007: Save Angel Hope
- 2009: Star Crossed
- 2009: Exam – Tödliche Prüfung (Exam)
- 2010: The Gates (Fernsehserie, 13 Folgen)
- 2011: Combat Hospital (Fernsehserie, 13 Folgen)
- 2015: Return of the Footsoldier (Rise of the Footsoldier Part II)
- 2016: Die Auserwählten – Helden des Widerstands (Chosen)
- 2021: Silent Witness (Fernsehserie, 1 Folge)